# Make Yourself
Make Yourself är ett musikalbum av musikgruppen Incubus som släpptes 26 oktober 1999.

## Låtlista
1. "Privilege" - 3:54
2. "Nowhere Fast - 4:30
3. "Consequence - 3:18
4. "The Warmth - 4:24
5. "When It Comes" - 4:00
6. "Stellar" - 3:20
7. "Make Yourself" - 3:03
8. "Drive" - 3:52
9. "Clean" - 3:55
10. "Battlestar Scralatchtica" - 3:49
11. "I Miss You" - 2:48
12. "Pardon Me" - 3:44
13. "Out From Under" - 3:28

## Fotnoter
1. ↑  ”Incubus (2) - Make Yourself”. Discogs. http://www.discogs.com/release/520075. Läst 5 september 2008.